# 藤方安正
藤方 安正（ふじかた やすまさ）は、安土桃山時代から江戸時代初期にかけての武将、旗本。

## 生涯
元亀2年（1571年）、 藤方朝成の子として誕生。
はじめ織田信包に仕え、次いで豊臣秀次に仕える。文禄4年（1595年）に秀次が自害すると浪人となるが、後に徳川家康に仕えて旗本となる。
慶長2年（1597年）、下総国に500石を知行し、のち徳川秀忠に属した。
元和8年（1622年）、死去。